# Vladimír Clementis
Vladimír "Vlado" Clementis (20 de septiembre de 1902, Tisovec - 3 de diciembre de 1952, Praga) fue un abogado, periodista político y político comunista eslovaco, así como un miembro prominente del Partido Comunista de Checoslovaquia. En 1950, sin embargo, se le acusó de traición debido a una supuesta falta de estalinismo y por ello fue condenado a muerte en la horca y su nombre fue borrado de los registros y de la memoria colectiva.

## Biografía
En 1933 Clementis contrajo nupcias con Lída Pátková, hija del director de una rama del Banco Hipotecario checoslovaco en Bratislava; dos años más tarde, en las elecciones de 1935, fue elegido miembro del parlamento por el Partido Comunista.
En 1938, antes del estallido de la Segunda Guerra Mundial, Clementis emigró a París; un año más tarde su critica respecto al Pacto Ribbentrop-Mólotov le valió una investigación interna a cargo de Viliam Široký, ya que contradecía las políticas del Partido en Moscú. 
Clementis se graduó en la facultad de derecho de la Universidad Carolina de Praga, donde se involucró en el movimiento socialista y fundó y dirigió la revista DAV.  
Al inicio de la Segunda Guerra Mundial en septiembre de 1939, siendo un comunista reconocido, fue enviado a prisión y más tarde evacuado a un campo de concentración británico. Tras su liberación decidió pasar los años de guerra en Londres, desde donde transmitía discursos por radio llamando a todos los eslovacos a pelear en contra de los nazis.  Durante la ofensiva Bratislava-Brno se quejó sin éxito al mariscal Ivan Konev sobre las violaciones masivas por parte de soldados del Ejército Rojo contra civiles checoslovacos. Al regresar a su país de origen en 1945, Clementis fue nombrado Viceministro de Asuntos Exteriores en el primer gobierno de la posguerra. Como representante de Checoslovaquia se encargó de firmar la Carta de las Naciones Unidas el 26 de junio de 1945 en San Francisco.
En 1945 fue readmitido en el Partido Comunista y se convirtió en Secretario de Estado en el Ministerio de Asuntos Exteriores. Tras un golpe de Estado (en cuya organización participó), Clementis tomó el lugar de Jan Masaryk como Ministro de Asuntos Exteriores en marzo de 1948 hasta marzo de 1950. Fue bajo este cargo que en 1948 tuvo una participación importante en la organización del papel de Checoslovaquia en la Operación Balak al brindar ayuda a la recientemente fundada Fuerza Aérea Israelí. 
En el IX Congreso del Partido Comunista de Checoslovaquia en 1949 fue elegido miembro del Comité Central del partido. 
En 1950, sin embargo, fue obligado a dimitir por cargos de "desviacionismo"; poco después fue arrestado y acusado oficialmente de intento ilegal de cruzar las fronteras nacionales. Ese año, Clementis también fue acusado de un crimen más grave: ser un "nacionalista burgués" y haber participado en la conspiración trotskista-titoista-sionista. En enero de 1951 fue arrestado por cargos falsos de intento de conspiración contra el Estado.
El 3 de diciembre de 1952, tras ser juzgado y condenado en los procesos de Praga, más específicamente el Juicio Slánský, fue ahorcado junto a Rudolf Slánský. Sus cenizas fueron esparcidas a lo largo de un camino cercano a Praga. Su esposa Lída únicamente recibió las dos pipas y el tabaco de su esposo y fue liberada de prisión.

## Fotografía de Gottwald y Clementis
En la famosa fotografía tomada el 21 de febrero de 1948 se puede ver a Vladimír Clementis parado junto a Klement Gottwald, quien más tarde se convertiría en el presidente de Checoslovaquia. Sin embargo, tras la ejecución de Clementis en 1952, fue borrado de la fotografía junto al fotógrafo Karel Hájek. Este suceso es descrito por el escritor Milan Kundera en El libro de la risa y el olvido:

En febrero de 1948, el líder comunista Klement Gottwald salió al balcón de un palacio barroco de Praga para dirigirse a los cientos de miles de personas que llenaban la Plaza de la Ciudad Vieja. Aquel fue un momento crucial de la historia de Bohemia. Uno de esos instantes decisivos que ocurren una o dos veces por milenio.

Gottwald estaba rodeado por sus camaradas y justo a su lado estaba Clementis. La nieve revoloteaba, hacia frío y Gottwald tenía la cabeza descubierta. Clementis, siempre tan atento, se quitó su gorro de pieles y se lo colocó en la cabeza a Gottwald.
El departamento de propaganda difundió en cientos de miles de ejemplares la fotografía del balcón desde el que Gottwald, con el gorro en la cabeza y los camaradas a su lado, habla a la nación. En ese balcón comenzó la historia de la Bohemia comunista. Hasta el último niño conocía aquella fotografía que aparecía en los carteles de propaganda, en los manuales escolares y en los museos.

Cuatro años más tarde a Clementis lo acusaron de traición y lo colgaron. El departamento de propaganda lo borró inmediatamente de la historia y, por supuesto, de todas las fotografías. Desde entonces Gottwald está solo en el balcón. En el sitio en el que estaba Clementis aparece solo la pared vacía del palacio. Lo único que quedó de Clementis fue el gorro en la cabeza de Gottwald.

## Rehabilitación
Clementis fue rehabilitado en 1963  y un año más tarde se publicó el libro Unfinished Chronicle de Clementis; en 1967 se publicó una selección de su obra, Air of our Times; en 1968 Cartas desde la cárcel, que escribió con su esposa Lída; y en 1977 la selección Acerca de la cultura y el arte. En 1968, fue galardonado con el título de Héroe de Checoslovaquia, in memoriam.

## El Proceso de Praga en el cine
Sobre el proceso Slánský, el director Costa-Gavras rodó el film L'Aveu (La Confesión) basado en el homónimo libro de Artur London, uno de los supervivientes del proceso, cuyo guion escribió Jorge Semprún. La película, estrenada en 1970, levantó una gran polémica. En 2000, Zuzana Justman rodó el documental A Trial in Prague dedicado al juicio.